# Sinlabajos
Sinlabajos es una localidad y municipio de España, en la provincia de Ávila, comunidad autónoma de Castilla y León. Se encuentra a 137 km de Madrid y muy próximo al municipio de Arévalo, ambos en la comarca de La Moraña. La localidad se encuentra situada sobre una pequeña elevación que responde al modelo generalizado de pueblo de la llanura. En sus construcciones destacan la iglesia de San Pelayo (del siglo XVI) y la ermita del Cristo de los Remedios.

## Demografía
Sinlabajos cuenta con una población de 135 habitantes (INE 2024).
| Gráfica de evolución demográfica de Sinlabajos entre 1842 y 2021                                                      |
| |
| Población de derecho según los censos de población del INE. Población de hecho según los censos de población del INE. |

Camilo José Cela en su libro Judíos Moros y Cristianos, narra un viaje que realiza por tierras de Segovia y Ávila, entre 1946 y 1952. Sobre Sinlabajos dice lo siguiente:

El vagabundo salió de Arévalo por el camino de Sinlabajos, en la abierta Moraña. La región que dicen de La Moraña o campo de Pajares cae, en gran parte, en lo que fue universidad de la tierra de Arévalo. La Moraña cría el cereal, tolera la vid y maldice el árbol. Lope de Vega la cantó en ripio ilustre:

Hoy segadores de España. 
vení a ver a La Moraña
trigo blanco y sin argaña,
que de verlo es bendidión
Ésta sí que es siega de vida;
ésta sí que es siega de flor
trigo blanco y sin argaña,
que de verlo es bendidión.

Por Sinlabajos y Castellanos de Zapardiel, en terreno que no cansa, el vagabundo cruza sin pararse más que para oír de cuando en cuando, el cantar de la alondra, a lo lejos, sobre una mansa ladera Madrigal de las Altas Torres -demasiado nombre para tan poco pueblo-, representa a las mil maravillas, el aleccionador auto sacramental que dice de lo mudable y efímero de los bienes terrenales.

## Administración y política

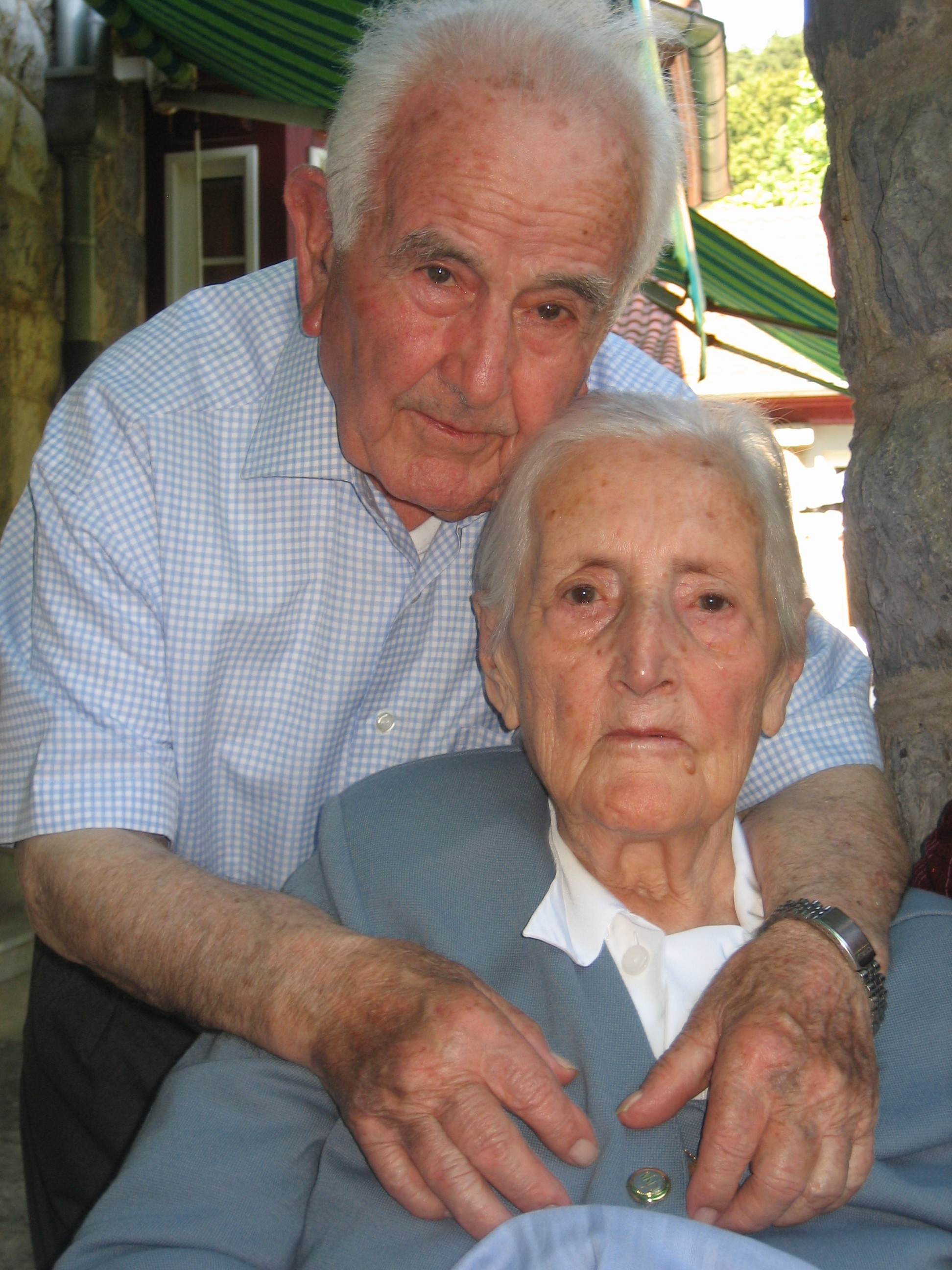
Gregorio García Antonio, exalcalde de la localidad

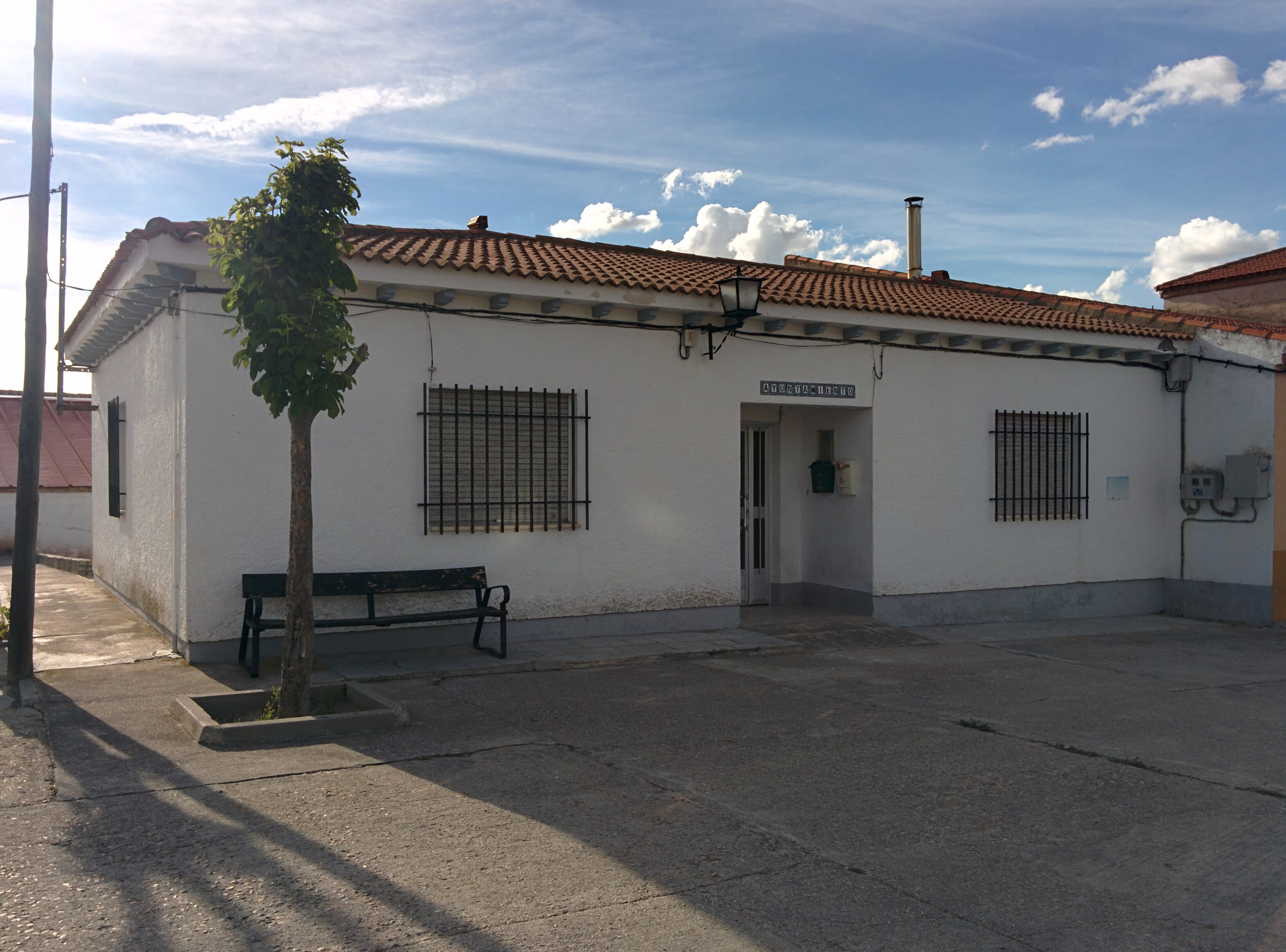
Casa consistorial

El 9 de enero de 2008 falleció el alcalde del municipio, Gregorio García Antonio, quien era el más veterano de España, a la edad de 92 años, después de estar 29 años en el cargo. Tras su fallecimiento, la alcaldía quedó a manos del hasta ese momento, teniente-alcalde y número 2 para la alcaldía de Sinlabajos por el PSOE Alfonso López Sáez (PSOE), al que se le traspasaron los poderes el 11 de enero de 2008 para tomar posesión oficial en la alcaldía.[cita requerida]

## Monumentos y lugares de interés

### Iglesia de San Pelayo

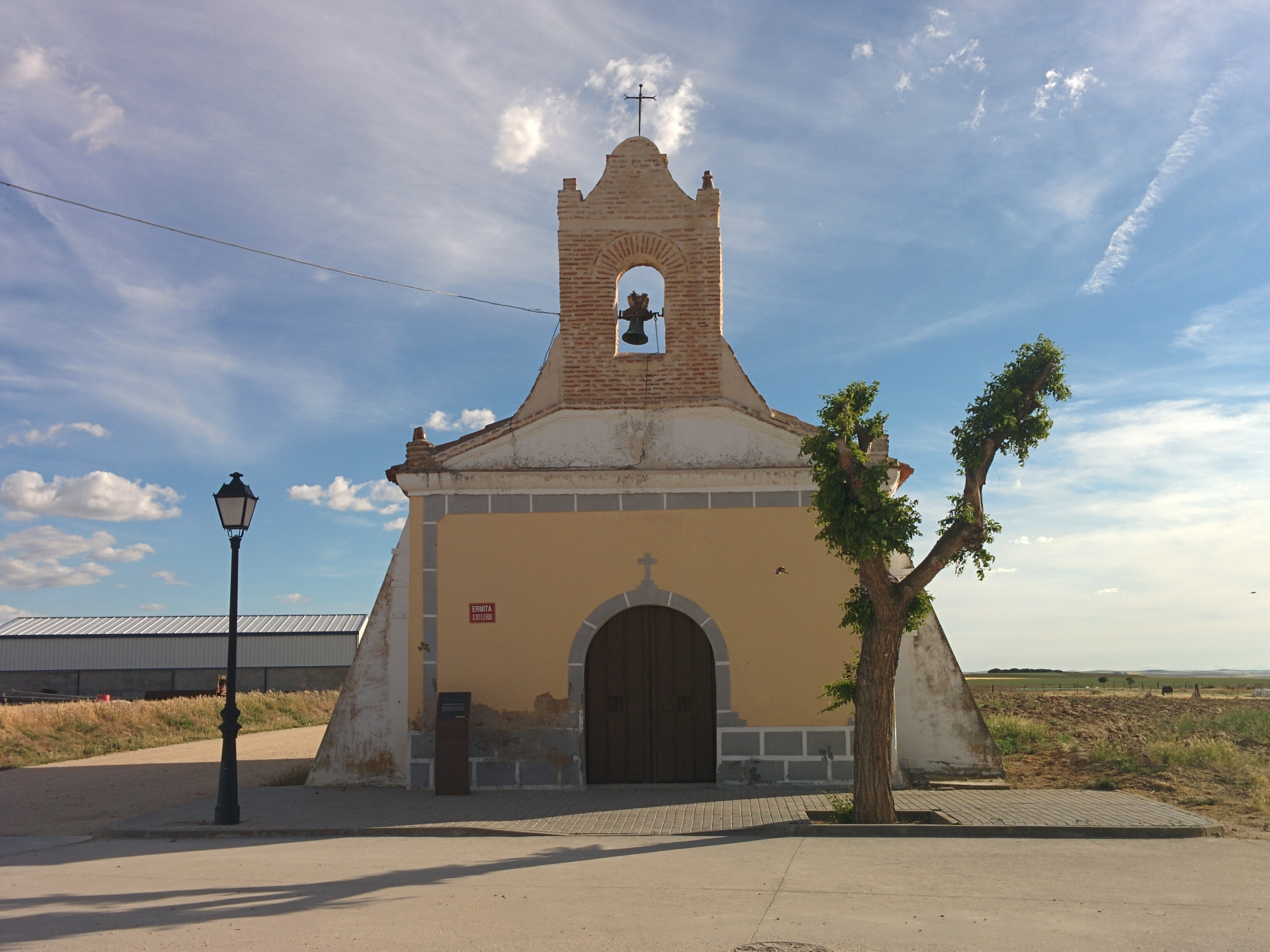
Ermita del Cristo de los Remedios

Es del siglo XVI con remodelaciones ulteriores.
Con anterioridad existió otra basílica románico-mudéjar, de la que tan solo queda constancia por algunos restos en la base de la torre y por las cimentaciones de algunos parámetros.
Toda ella está construida en ladrillo sin decoración alguna.
La torre está coronada por un cuerpo de campanas que fue añadido con posterioridad y cuenta con un vano por flanco.
En el interior destaca la bóveda de crucería de la Capilla Mayor poligonal. En su interior encontramos un Cristo con marcada influencia del escultor Alonso Berruguete.

## Cultura
En Semana Santa, en la noche del Sábado Santo, se interpreta la canción de La Despedida por parte de los vecinos de la localidad.
| Oye alma, la tristeza Y la amarga despedida Que la madre de pureza Hizo de Jesús, su vida Postrar ante su grandeza. Contempla cual dolorida Nuestra Madre soberana Llorando se despedía Del Hijo de sus entrañas Y esta suerte decía. | Adiós, Jesús amoroso Adiós, claro sol del alba Adiós, celestial esposo De mi virginal la palma De mi seno fruto hermoso Adiós, lucero inmorta Adiós, lumbre de mis ojos Que me dejas cual rosal Entre espinas y abrojos En una pena mortal. | Hijo que a morir te vas Adiós fin de mis suspiros No te olvidaré jamás,'' Pues nací para serviros Y para penar nada más. |